# 三育学院大学

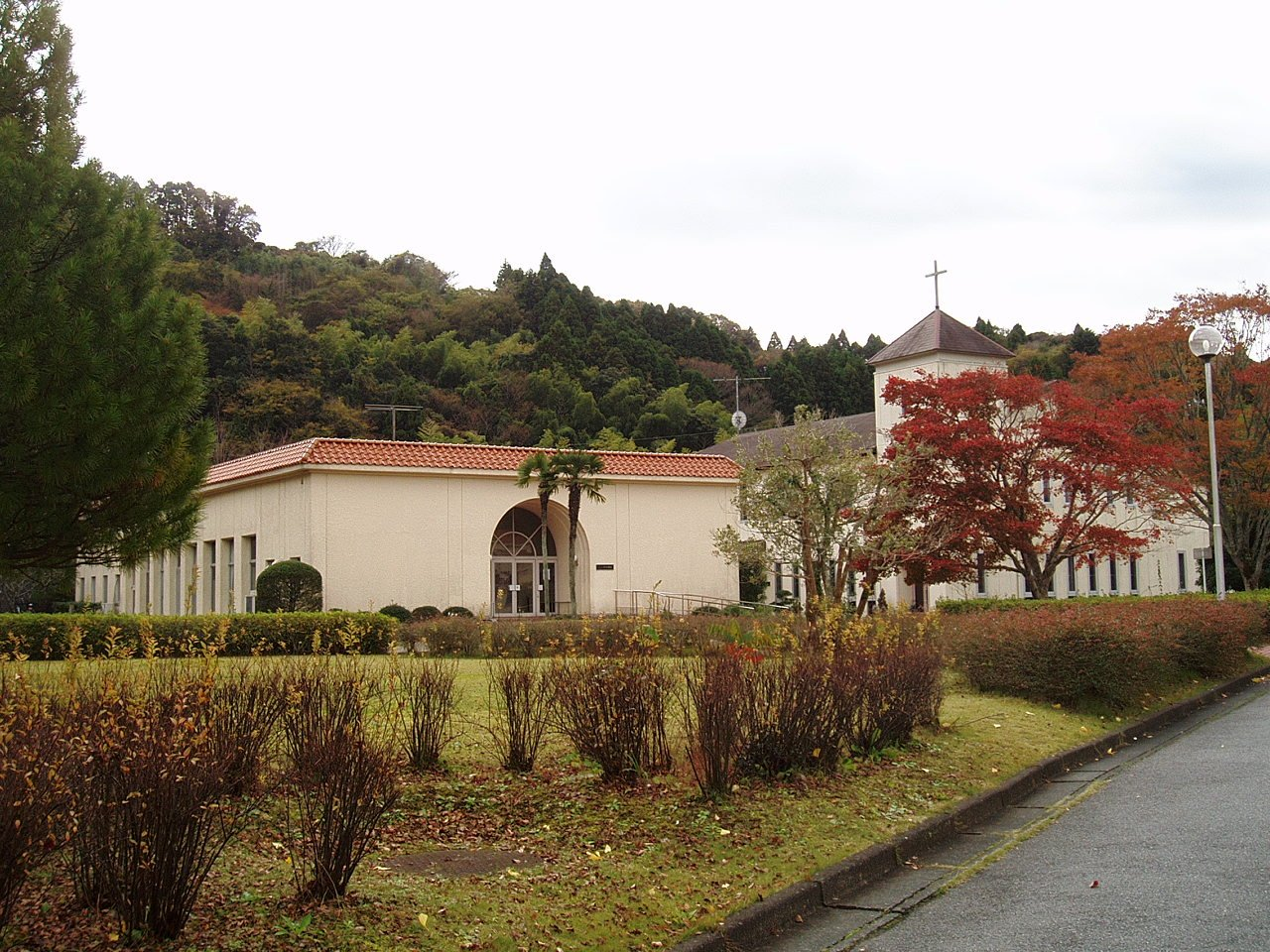
グレンジャー記念講堂（左）、大河平輝彦記念ホール（右）

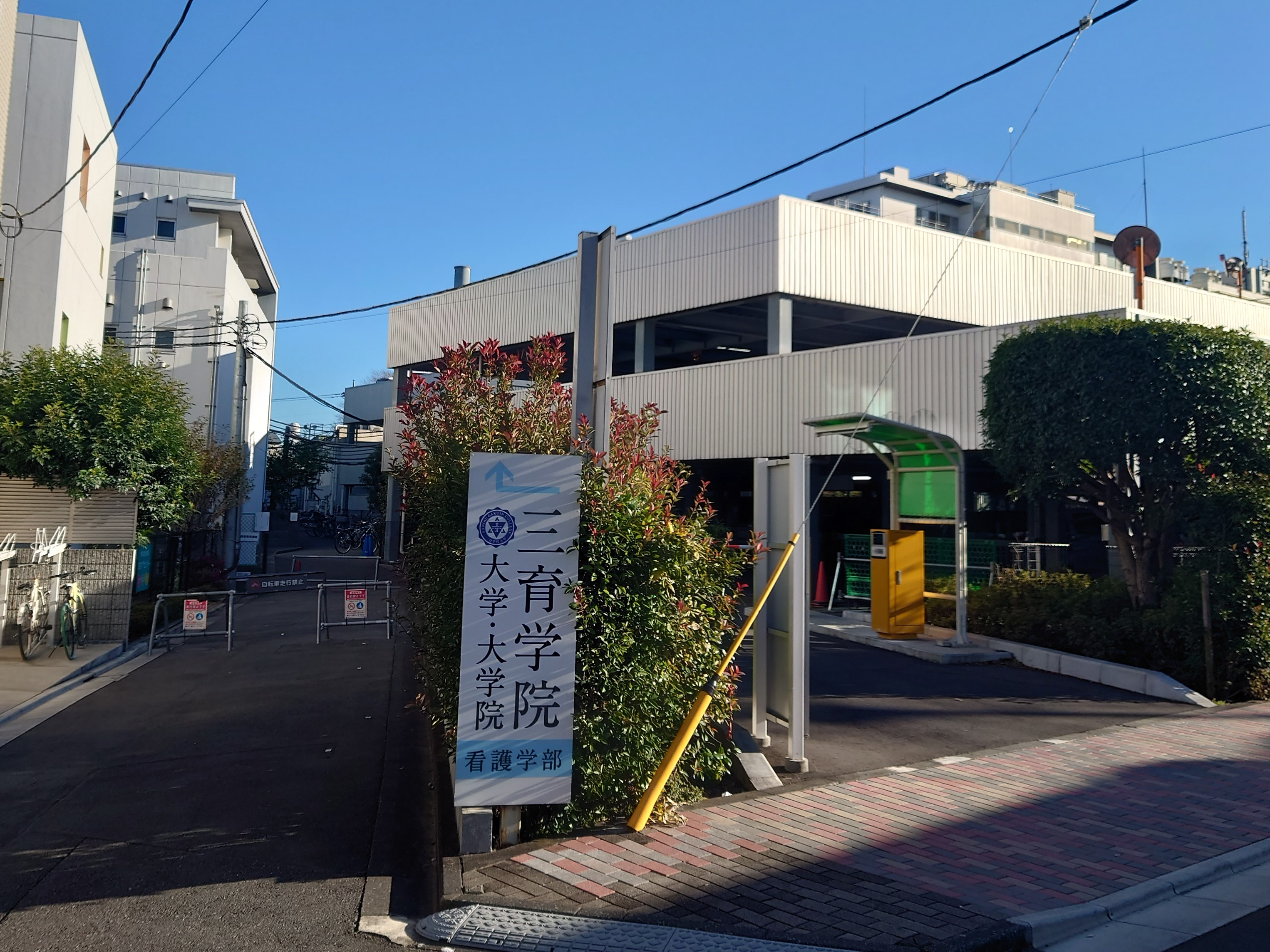
東京キャンパス

三育学院大学（さんいくがくいんだいがく、英語: Saniku Gakuin College）は、千葉県夷隅郡大多喜町に本部を置く私立大学。1898年創立、2009年大学設置。

## 概要
2008年（平成20年）4月に三育学院短期大学看護学科が4年制大学に移行する形で開校した。現学長は東出克己。

## 沿革
（この節の出典）
- 1896年（明治29年）SDA教団（プロテスタント系キリスト教）の宣教活動開始。ウィリアム・C・グレンジャー宣教師来日。
- 1898年（明治31年）東京麻布に「芝和英聖書学校」開校。
- 1919年（大正8年）東京杉並村天沼に「天沼学院」開校。小学、中学、高等部を併設。
- 1926年（大正15年）千葉県袖ケ浦市に男子部移転。名称を「日本三育学院」とする。天沼学院は「日本三育女学院」と改称。
- 1928年（昭和3年）「東京衛生病院看護婦学校」天沼に開校、後「東京衛生病院看護学院」に改称。
- 1948年（昭和23年）「財団法人日本三育学院」に改組し、「日本三育学院神学校」と称する。
- 1950年（昭和25年）東京衛生病院看護婦養成所と名称変更。2年後、厚生省の認可を受ける。
- 1951年（昭和26年）日本三育学院神学校は「学校法人三育学院」に改組。2年後、「日本三育学院カレッジ」と改称。
- 1971年（昭和46年）「三育学院短期大学」英語学科の認可を得る。
- 1974年（昭和49年）「東京衛生病院看護婦養成所」をカレッジに移管し、「三育学院カレッジ看護学科」と名称変更。
- 1976年（昭和51年）専修学校発足に伴ない、カレッジを「専門学校三育学院カレッジ」と改称。
- 1978年（昭和53年）専門学校・短期大学は千葉県袖ケ浦市より夷隅郡大多喜町久我原へ移転。
- 1987年（昭和62年）カレッジ看護学科を短期大学看護学科へ改組転換。
- 2004年（平成16年）短期大学に専攻科（地域看護学専攻）を設置。
- 2007年（平成19年）12月、「三育学院大学　看護学部看護学科」認可。
- 2008年（平成20年）「三育学院大学」開学、看護学部看護学科を設置。
- 2018年（平成30年）東京校舎に6号館完成。2年次後期より創立の地、杉並区天沼を舞台とする新しい学びがスタート。
- 2019年（令和元年）「三育学院⼤学⼤学院看護学研究科看護学専攻」認可。
- 2020年（令和2年）三育学院⼤学⼤学院開学看護学研究科を設置。

## 教育方針
ミッションステートメントとして「本学は、プロテスタント・キリスト教の精神、とりわけその潮流のもとにあるセブンスデー・アドベンチスト教団の理念と実践に基づく教育共同体である」と掲げている。
教育方針として、公式サイトには
1. 神の愛を学ぶことにより、自己と他者の価値と尊厳を認める。
2. 自己、他者、そして神との対話を通し、自分を見つめ、成長させる。
3. 人間関係を円滑に保つコミュニケーション能力を身につける。
4. 物事を論理的に考えるクリティカルな思考力と、問題と主体的に取り組む姿勢を持つ。
5. 看護専門職者として高い倫理観を備え、適切で安全な看護を実践する基礎的能力を身につける。
6. 自己の行動に責任を持ち、他職種と連携して働くことができる。
7. 自己研鑚に努め、看護学の発展に寄与する。
8. SDAライフスタイルに基づいた健康的な生活の実践と啓蒙に努める。
9. 国際性を養い、人種・文化・信条を超えた看護を実践できるとともに、国際交流や国際協力に貢献できる基本的姿勢を身につける。
10. 神に仕えるように人に仕える精神を持ち、喜びと意義ある天職として看護の働きを実践する。

の10が挙げられている。

## 組織構成

### 学部
- 看護学部
  - 看護学科
    - 保健師課程（2年次後期に保健師課程選択者選抜審査で選択者を決定）[4]

### 研究科
- 看護学研究科（修士課程）[5]
  - 看護教育学領域
  - 看護技術学領域
  - 成育看護学領域
  - 成人看護学領域
  - 高齢者看護学領域
  - 地域看護学領域
  - キリスト教人間学領域
  - 保健医療社会学領域

## 主な設備
- キャンパスは大多喜キャンパスと東京校舎の二つに分かれる[広報 3]。
- 大多喜キャンパス内に三つの寮が存在する。一部屋3〜4人のルームシェアの形を取る[広報 4]。
  - スミルナ寮： 女子寮。4階建て、120名収容可能。
  - ミルテ寮： 女子寮。3階建て、100名収容可能。
  - カレッジホール： 男子寮。50名収容可能。

なお、東京校舎には「サフラン寮」が存在する。
- 食堂： ベジタリアンの食堂であり、メニューには肉・魚が一切無い[広報 5]。

#### 広報資料・プレスリリースなど一次資料
1. ↑  公式サイト http://www.saniku.ac.jp/about/about_01.html
2. ↑  公式サイト http://www.saniku.ac.jp/domitory/index.html
3. ↑  公式サイト http://www.saniku.ac.jp/campus/campus_01.html
4. ↑  公式サイト http://www.saniku.ac.jp/domitory/index.html
5. ↑  山内太地 「こんな大学で学びたい！」147p。また、公式サイト： 学生生活を支える食事 ＞ 卵乳菜食について、2014年11月15日閲覧。